# Yangtze
För andra betydelser, se Yangtze (olika betydelser).
Yangtze eller Changjiang (uttal: [tʃhaŋtçaŋ]; se andra namn) är Kinas och hela Asiens längsta flod. Med sina 6 300 kilometer är den världens tredje längsta flod (efter Nilen och Amazonfloden). Yangtze är även världens tredje mest vattenrika flod (efter Amazonfloden och Kongofloden). Floden har genom historien haft stor betydelse både för landets ekonomi och för kommunikationerna. Den har också traditionellt ansetts utgöra gränsen mellan norra och södra Kina.

## Namn
Floden är känd via ett antal olika namn. Changjiang (长江 (fil), Långa floden, trad. kinesiska: 長江) är det moderna namnet på floden, medan floden historiskt på svenskan benämnts Yangtze, Yangtsekiang (揚子江 (fil) Blå floden, Yangtzefloden), Yangzijiang eller Yang-tse-kiang. Namnet Yangtze kommer av ett lokalt namn på det nedersta loppet av floden, nedströms Wuhan.

## Geografi

### Flora och fauna
Den asiatiska floddelfinen som levde i Yangtze förklarades preliminärt utdöd den 4 december 2006, efter att en expedition inte kunde finna några exemplar av arten under en sex veckor lång genomsökning av floden.

### Hydrologi
Floden har sin källa i den kinesiska provinsen Qinghai och mynnar ut i Östkinesiska havet, strax norr om Shanghai, i öster. Vattenföringen är i jämförelse med Gula floden (Huang He), Kinas andra stora flod, mer regelbunden och floden har ett mycket lugnt lopp.
Det geografiska källflödet för floden är Tuotuo He på tibetanska högplatån, i provinsen Qinghai. Ulaan Mörön (röda floden) är det traditionella mongoliska namnet på den här 358 km långa flodsträckan som bildas nedanför glaciärerna i bergsmassiven Gar Kangri och Geladandong, på 6 000 meters höjd över havet.
Vid Tuotuo Hes sammanflöde med Danqufloden byter den namn till Tongtian (tibetanska: Zhi Qu). Det namnet har den i 813 km, ner till sammanflödet med Batangfloden nära Yushu där den återigen får ett nytt namn, nu till Jinsha Jiang med betydelsen 'guldsandsfloden'.
Jinsha Jiang är flodens traditionella kinesiska namn i 2 308 km, fram till att den vid Yibin i södra Sichuan flyter ihop med Minfloden. Härifrån och ner till mynningen, en sträcka på 2 884 km, i Östkinesiska havet kallas floden på kinesiska Chang Jiang – 'långa floden'.
Större biflöden
- Yalong (雅砻江, Yalong-jiang; tibetanska: nyag-chu)
- Lifloden (澧水, Lǐ-shǔi)
- Minfloden (岷江, Mín-jiāng)
- Jialingfloden (嘉陵江, Jīalíng-jiāng)
- Xiangfloden (湘江, Xiāng-jiāng; 湘水, Xiāng-shǔi)
- Zifloden (资江, Zī-jiāng; 资水, Zī-shǔi; trad. kinesiska: 資江 / 資水)
- Yuanfloden (沅江, Yuán-jiāng)
- Hanfloden (汉江, Hàn-jiāng; även Hanshui; trad. kinesiska: 漢江)
- Ganfloden (赣江, Gàn-jiāng)
- Huangpufloden (黄浦江, Huángpŭ-jiāng)

Vattenföring
Yangtze har högvatten från juni till oktober och lågvatten från januari till mars. Den största noterade vattenföringen vid flodhamnen Wuhan är 90 000 kubikmeter per sekund.

## Historia

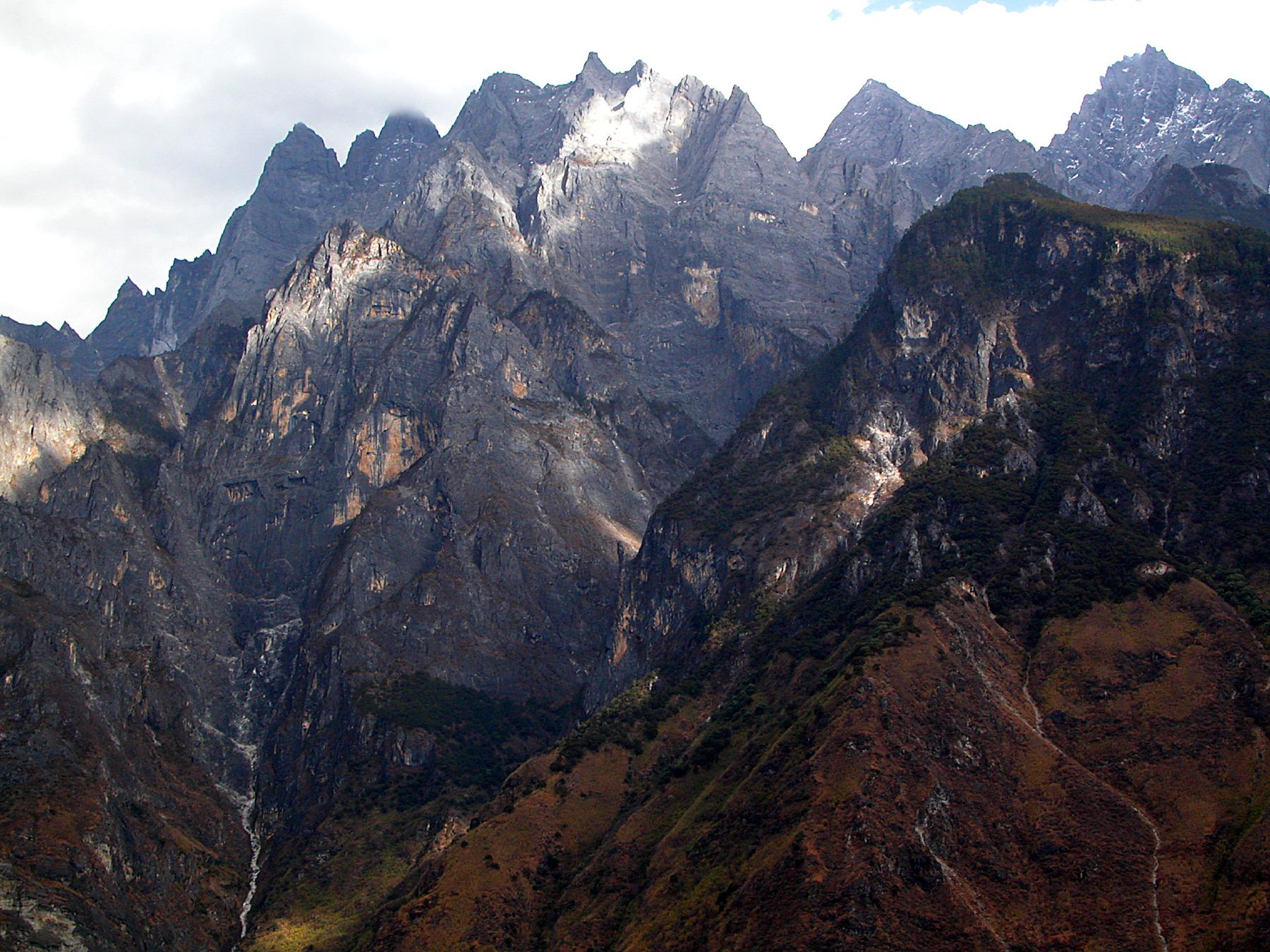
Berg vid Yangtzefloden.

Yangtzefloden är viktig för de kulturella rötterna i södra Kina. Bland annat har arkeologer funnit tecken på att det förekommit mänsklig aktivitet i Gorges-området redan för omkring 27 000 år sedan, vilket lett till en diskussion om det kinesiska folkets ursprung.
Från och med Handynastin blev Yangtzefloden och dess omgivningar mer och mer betydelsefulla för Kinas ekonomi. Genom bevattningssystem såsom Dujiangyan-systemet, blev jordbruket produktivare och mer stabilt.

## Ekonomisk betydelse
Med sin storlek och längd är Yangtze den viktigaste vattenvägen i Kina. Floden används till stor del av transport av till exempel råvaror och material, och den är segelbar från Shanghai vid mynningen, via flodhamnen Wuhan upp till Chongqing i Sichuan. Till de stora industriområdena vid Shanghai, Chongqing och Wuhan fraktas bland annat stora mängder kol och järnmalm. Områdena längs med Yangtzes nedre lopp räknas till Kinas mest ekonomiskt mest produktiva.
Upp till forsarna nära staden Yichang i Hubei kan fartyg upp till 10 000 ton färdas. Vid staden Yichang finns sedan 2012 De tre ravinernas damm, med en effekt på 22 500 MW och en årsproduktion av över 100 TWh (en niondel av hela Kinas elbehov). Stora slussar gör att fartyg kan ta sig förbi dammanläggningen.